# برونلو روندی
برونلو روندی (ایتالیایی: Brunello Rondi؛ ‏ ۲۶ نوامبر ۱۹۲۴ – ۷ نوامبر ۱۹۸۹) کارگردان، فیلم‌نامه‌نویس و بازیگر اهل ایتالیا بود. وی بین سال‌های ۱۹۴۷ تا ۱۹۸۲ میلادی فعالیت می‌کرد. برادر او جان لوئیجی روندی کارگردان و منتقد سینما بود. وی کارش را با دستیاری روبرتو روسلینی در فیلم گل‌های سنت فرانسیس (۱۹۵۰) آغاز کرد.

## گزیدهٔ فیلم‌شناسی

### کارگردان و نویسنده
- والری، ظاهر و باطن (۱۹۷۰)
- زندگی خشن (۱۹۶۲) - کارگردانی مشترک با پائولو هئوش
- مخمل سیاه (۱۹۶۰)

### فیلم‌نامه‌نویس
- زندان زنان (۱۹۷۴)
- شهر زنان (۱۹۸۰)
- اینگرید فاحشه خیابانی (۱۹۷۳)
- شگرد یک عشق (۱۹۷۳)
- ساتیریکون فلینی (۱۹۶۹)
- مکانی برای عشاق (۱۹۶۸)
- جولیتای ارواح (۱۹۶۵)
- هشت‌ونیم (۱۹۶۳)
- بوکاچو ۷۰ (۱۹۶۲)
- زندگی شیرین (۱۹۶۰)
- اروپا ۵۱ (۱۹۵۲)
- گل‌های سنت فرانسیس (۱۹۵۰)

### دستیار کارگردان
- گل‌های سنت فرانسیس (۱۹۵۰) - به کارگردانی روبرتو روسلینی